# Thomas Buffel

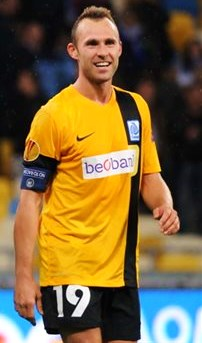
Thomas Buffel als Spieler des KRC Genk im Jahre 2013

Thomas Buffel (* 19. Februar 1981 in Brügge, Belgien) ist ein ehemaliger belgischer Fußballspieler. Er spielte im Mittelfeld, konnte aber auch im Angriff eingesetzt werden.

## Verein
Im Alter von fünf Jahren begann Buffel seine Karriere bei seinem Heimatverein in Ruddervoorde und unterzeichnete als Zehnjähriger bei Cercle Brügge, bevor er zu Feyenoord Rotterdam in die Niederlande wechselte. Nachdem er bei Feyenoord größtenteils nur im Reserveteam geblieben war, ließ er sich für zwei Jahre an den Lokalrivalen Excelsior Rotterdam ausleihen, wo er 2001/02 zum Aufstieg in die Eredivisie entscheidend beitrug, und daraufhin zurück zu Feyenoord wechselte.
2005 wechselte Buffel nach sechs Jahren in den Niederlanden zu den Glasgow Rangers. Im Jahr 2008 erfolgte der Wechsel zu Cercle Brügge in sein Heimatland Belgien. Von 2009 bis 2018 spielt er für den KRC Genk und konnte mit dem Verein 2011 die Meisterschaft und 2013 den Pokalsieg feiern.
Im Sommer 2018 wurde dann sein Wechsel zum Ligarivalen SV Zulte Waregem bekannt gegeben. Nach Abschluss der Saison 2018/19 gab er seinen Abschied vom Profifußball bekannt.

## Nationalmannschaft
Sein Debüt in der belgischen Nationalmannschaft gab Buffel am 12. Oktober 2002 gegen Andorra. Bis 2013 absolvierte er insgesamt 35 Spiele, in denen er sechs Tore schoss. Danach wurde er nicht mehr nominiert.

## Erfolge
- belgischer Meister: 2010/11
- belgischer Pokalsieger: 2013